# Drucki-Lubecki

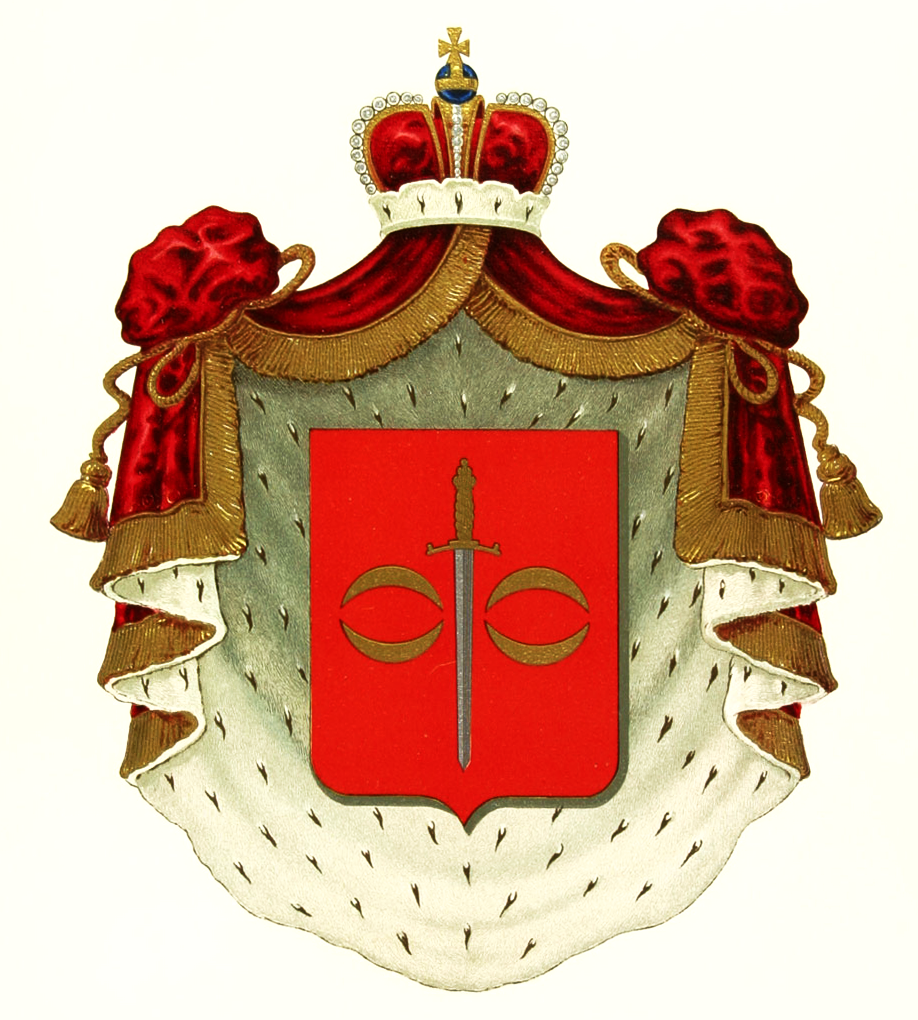
Familienwappen der Fürstenfamilie Drucki-Lubecki: Wappengemeinschaft Drucki

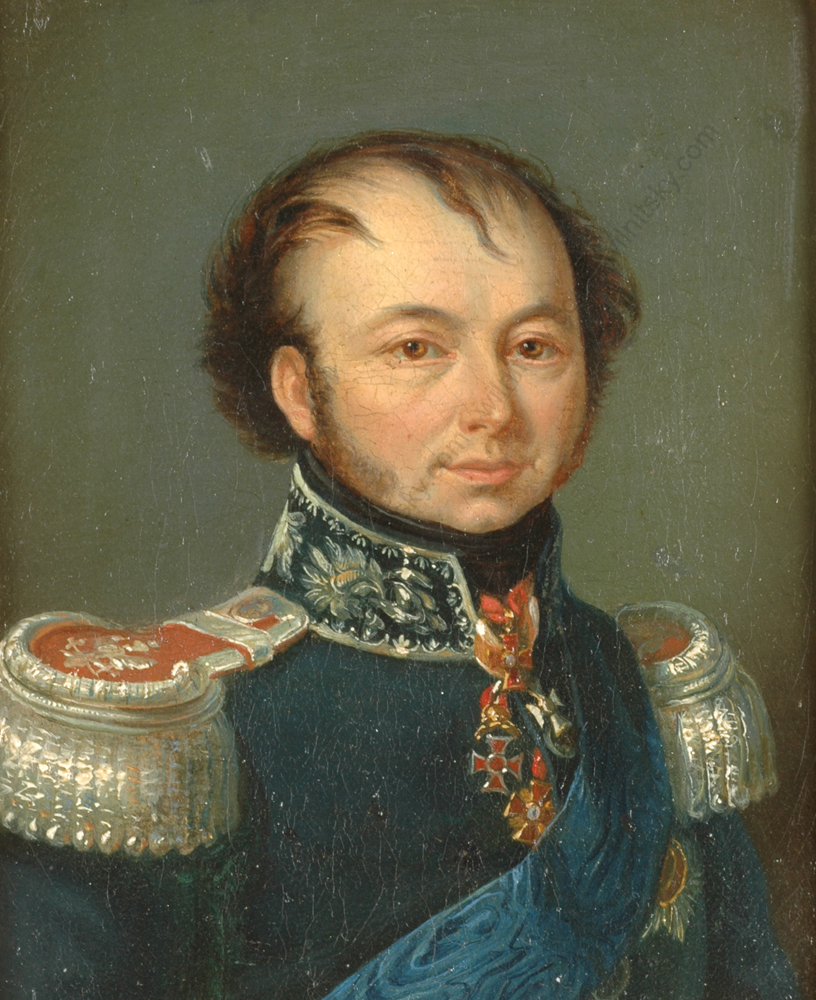
Franciszek Ksawery Drucki-Lubecki (1778–1846)

Drucki-Lubecki (russisch Друцкие-Любецкие) ist der Name eines polnischen Hochadelsgeschlechts litauisch-ruthenischer Herkunft, eine Seitenlinie des Fürstenhauses Drucki, die der Rjurikiden-Dynastie entstammte. Die weibliche Form des Namens lautet im Polnischen Drucka-Lubecka.

## Geschichte
Das Fürstenhaus Drucki-Lubecki zählte zur Zeit des Großfürstentums Litauen und Polen-Litauens zum Magnatenstand, also dem polnisch-litauischen Hochadel. Durch Erbteilungen spaltete sich die Hauptlinie Drucki in mehrere Nebenlinien auf, so die Häuser Drucki-Horski, Drucki-Tołoczyński, Drucki-Sokoliński, Drucki-Konopla, Drucki-Ozierecki, Drucki-Pryhabski, Drucki-Babiczew, Drucki-Putiatycz, Drucki-Krasny und die Drucki-Lubecki.   
Bis auf die Häuser Drucki-Lubecki und Drucki-Sokoliński sind alle Nebenlinien im Verlauf des 16., 17. und 18. Jahrhunderts im Mannesstamm ausgestorben. Die Fürstenfamilie Drucki-Lubecki war durch die Häufung von Staatsämtern und Latifundien in Polen und Litauen äußerst einflussreich und vermögend, so gehörte ihnen zum Beispiel die Ortschaft Bałtów im heutigen Powiat Ostrowiecki. Zurzeit leben die Nachkommen derer von Drucki-Lubecki in der Emigration.  

## Besitzungen

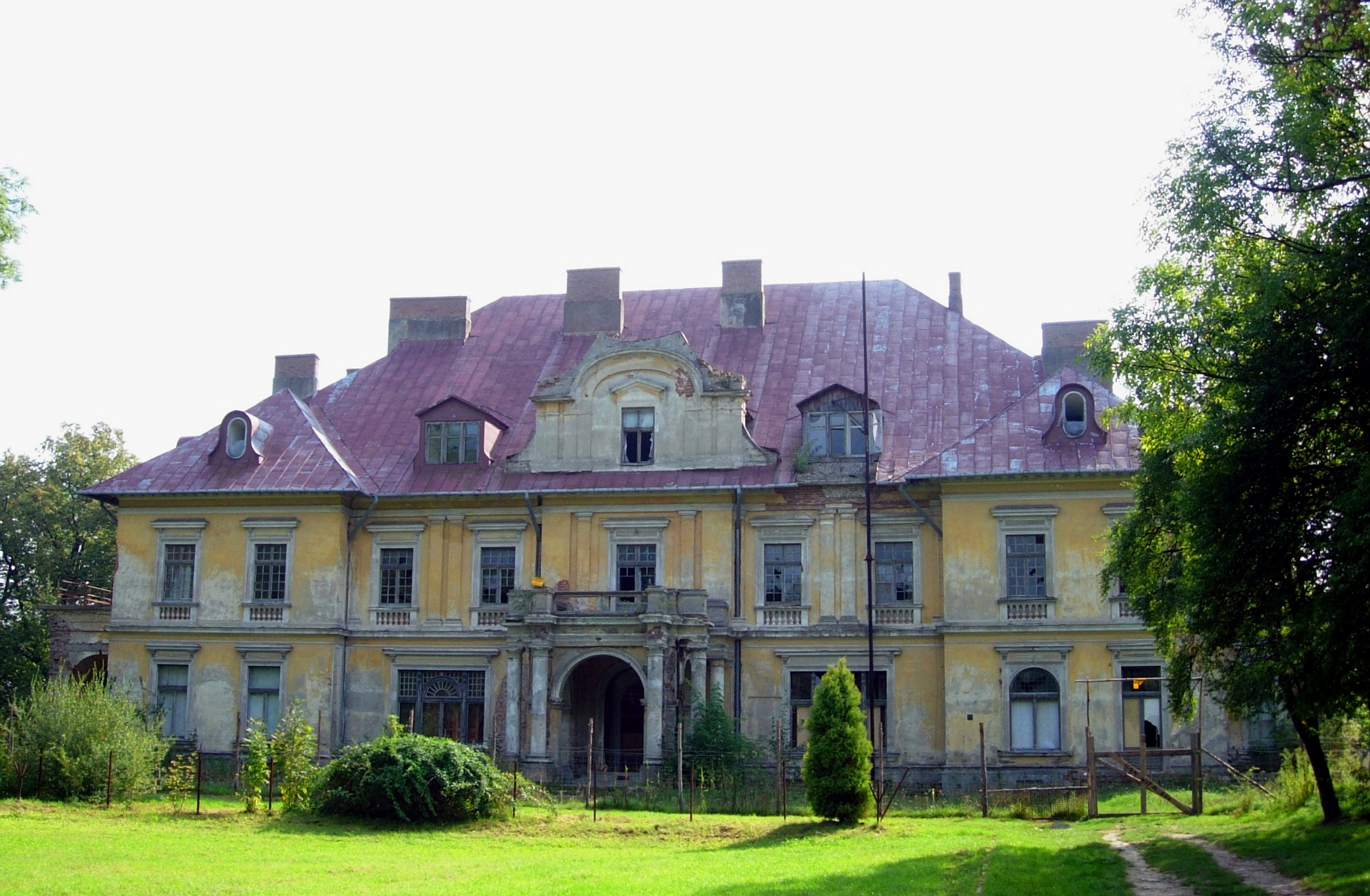
Bałtów, Powiat Ostrowiecki
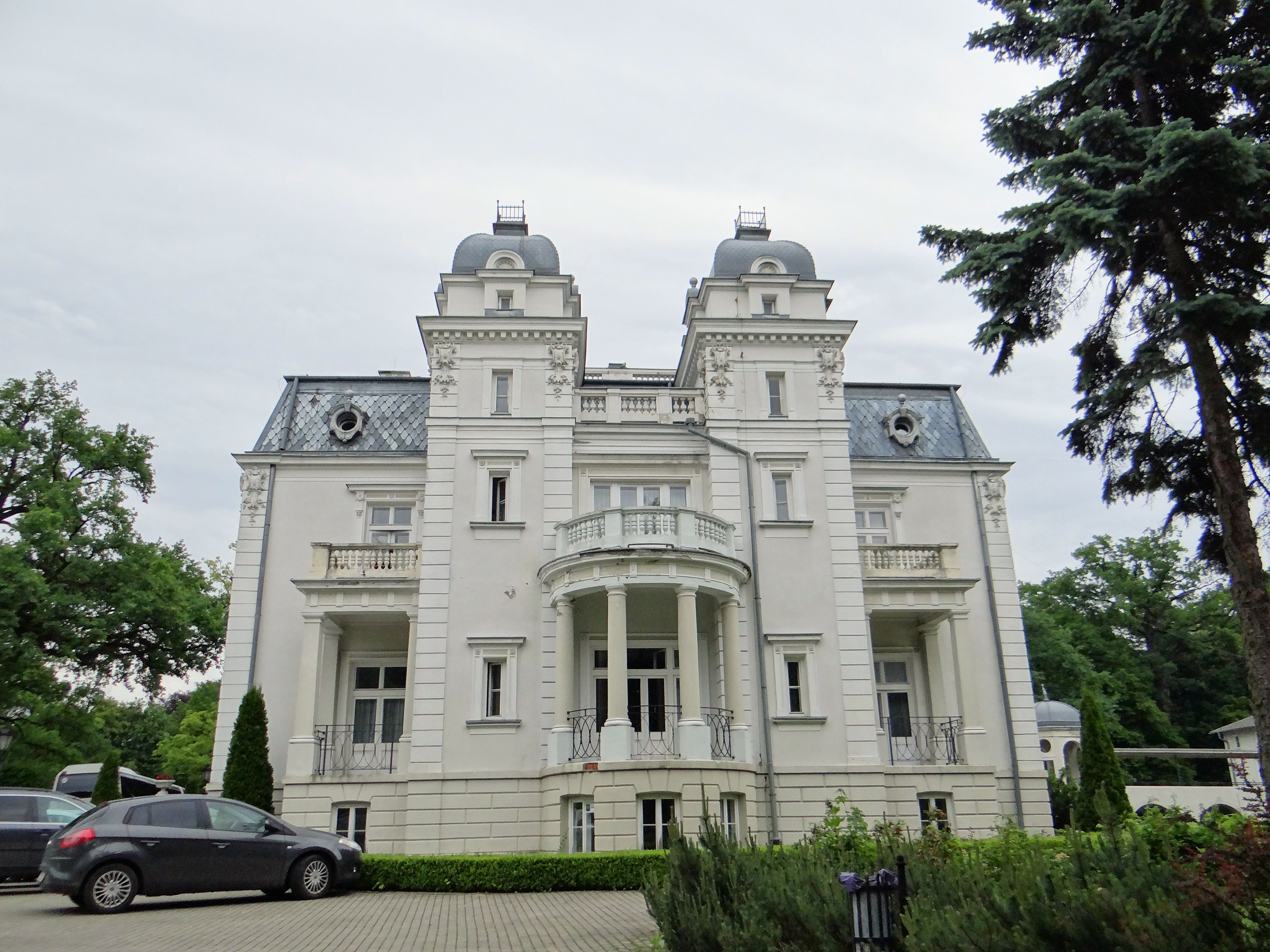
Teresin, Powiat Sochaczewski
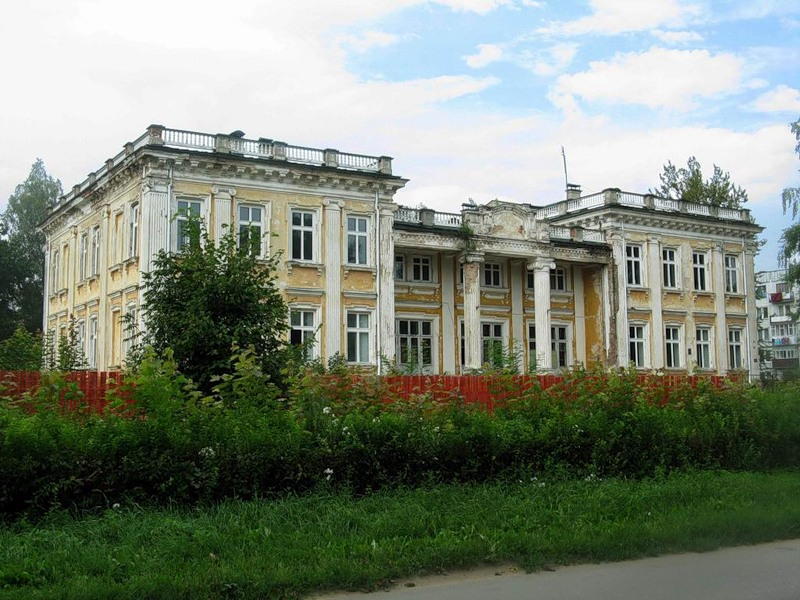
Ščučyn, Hrodsenskaja Woblasz, Belarus

## Personen
- Franciszek Ksawery Drucki-Lubecki (1778–1846), Finanzminister in Kongreßpolen